# سلطان بن محمد بن سعود الکبیر
سلطان بن محمد بن سعود الکبیر (به عربی: سلطان بن محمد بن سعود الكبير) (زاده ۱۹۵۴) کارآفرین، سرمایه‌دار و مدیر ارشد اجرایی عربستانی است، که در سال ۱۹۷۷ با مشارکت کارآفرین ایرلندی الستیر مک‌گوکین شرکت المراعی را تأسیس نمود.
وی در حال حاضر رئیس هیئت مدیره شرکت المراعی می‌باشد. الکبیر در سال ۲۰۱۴ با دارایی خالص ۴٫۲ میلیارد دلار، پس از ولید بن طلال و محمد العمودی از سوی مجله فوربز به‌عنوان سومین فرد ثروتمند عربستان سعودی شناخته شد. وی هم‌اکنون در رتبه ۳۷۹ از فهرست ثروتمندترین افراد جهان قرار دارد.